# 춘당초등학교
춘당초등학교는 대한민국 강원특별자치도 횡성군에 있는 공립 초등학교이다.

## 학교 연혁
- 1937년 4월 30일: 청일공립보통학교 부설 간이학교 개교
- 1942년 3월 31일: 춘당공립국민학교 승격 인가

## 참고 자료
- 춘당초등학교 - 한국교육학술정보원 학교알리미